# Modulaire groep
In de wiskunde is de modulaire groep, meestal aangeduid met het symbool {\displaystyle \Gamma }, een groep van speciale transformaties van de bovenste helft van het complexe vlak. De modulaire groep is een fundamenteel object van studie in de getaltheorie, de meetkunde, de abstracte algebra en vele andere gebieden van de hogere wiskunde. De modulaire groep kan worden gerepresenteerd als een groep van meetkundige transformaties of als een groep van matrices. De naam komt van de relatie met moduliruimten en niet van modulair rekenen. 

## Definitie
De modulaire groep is de groep {\displaystyle \Gamma } van lineaire fractionele transformaties van de bovenste helft van het complexe vlak, van de vorm:
{\displaystyle z\mapsto {\frac {az+b}{cz+d}}}
waarin {\displaystyle a,b,c} en{\displaystyle d} gehele getallen zijn met {\displaystyle ad-bc=1}. De groepsbewerking is de compositie van functies.
De modulaire groep van transformaties is isomorf met de projectieve speciale lineaire groep {\displaystyle \mathrm {PSL} (2,\mathbb {Z} )}, die weer de factorgroep is van de tweedimensionale speciale lineaire groep over de gehele getallen en zijn centrum {\displaystyle \{I,-I\})}. Met andere woorden {\displaystyle \mathrm {PSL} (2,\mathbb {Z} )} bestaat uit alle matrices van de vorm
{\displaystyle {\begin{pmatrix}a&b\\c&d\end{pmatrix}}}
waarin {\displaystyle a,b,c} en{\displaystyle d} gehele getallen zijn met {\displaystyle \det =ad-bc=1}, en de matrices {\displaystyle A} en {\displaystyle -A} als identiek worden beschouwd. De groepsbewerking is de gebruikelijke matrixvermenigvuldiging.
Sommige auteurs definiëren de modulaire groep als {\displaystyle \mathrm {PSL} (2,\mathbb {Z} )} zelf, en nog anderen omschrijven de modulaire groep als de grotere groep {\displaystyle \mathrm {SL} (2,\mathbb {Z} )}. Zelfs degenen die de modulaire groep als {\displaystyle \mathrm {PSL} (2,\mathbb {Z} )} definiëren, maken gebruik van de notatie van {\displaystyle \mathrm {SL} (2,\mathbb {Z} )}, met de achterliggende gedachte dat matrices alleen bepaald zijn tot op het teken. 

## Geschiedenis
De modulaire groep en haar subgroepen werden voor het eerst in de jaren 1870 in detail bestudeerd door Dedekind en Felix Klein, als onderdeel van zijn Erlanger Programm. De nauw verwante elliptische functies werden echter al in 1785 door Lagrange bestudeerd en verdere resultaten over elliptische functies werden door Carl Gustav Jakob Jacobi en Niels Henrik Abel in 1827 gepubliceerd.